# 哈特蘭 (緬因州)
哈特蘭（英語：Hartland）是一個位於美國緬因州薩默塞特縣的鎮。

## 人口
根據2020年美國人口普查的數據，哈特蘭的面積為111.24平方千米，當中陸地面積為96.09平方千米，而水域面積為15.15平方千米。當地共有人口1705人，而人口密度為每平方千米15人。